# 레이디 다비나 윈저
레이디 다비나 엘리자베스 앨리스 베네딕트 윈저(Lady Davina Elizabeth Alice Benedikte Windsor, 1977년 11월 19일 ~ )는 영국 왕실의 일원이며, 글로스터 공작 리처드와 글로스터 공작부인 비르기트의 장녀이다. 그녀는 2025년 1월 현재 영국 왕위 계승 서열 36위이다. 그녀는 게리 루이스와의 결혼 기간인 2004년과 2018년 사이에 레이디 다비나 루이스로 알려졌다.